# Rachicerus
Rachicerus är ett släkte av tvåvingar. Rachicerus ingår i familjen vedflugor.

## Dottertaxa tillRachicerus, i alfabetisk ordning[1]
- Rachicerus amorosus
- Rachicerus anachoreticus
- Rachicerus aterrimus
- Rachicerus bellus
- Rachicerus bicolor
- Rachicerus bifidus
- Rachicerus bilineus
- Rachicerus boarius
- Rachicerus brevicornis
- Rachicerus endymion
- Rachicerus fenestratus
- Rachicerus flabellum
- Rachicerus flavomaculata
- Rachicerus fluidus
- Rachicerus fulvicollis
- Rachicerus fulvicornis
- Rachicerus galloisi
- Rachicerus guttatus
- Rachicerus hainanensis
- Rachicerus honestus
- Rachicerus kotoshensis
- Rachicerus lanei
- Rachicerus lepidus
- Rachicerus lopesi
- Rachicerus maai
- Rachicerus maculipennis
- Rachicerus marcusi
- Rachicerus miyatakei
- Rachicerus nigellus
- Rachicerus niger
- Rachicerus nigricornis
- Rachicerus nigrinus
- Rachicerus nigripalpus
- Rachicerus nimbosus
- Rachicerus nitidus
- Rachicerus obatratus
- Rachicerus obscuripennis
- Rachicerus oliverioi
- Rachicerus omissinervis
- Rachicerus opiparus
- Rachicerus opulentus
- Rachicerus orientalis
- Rachicerus pantherinus
- Rachicerus patagiatus
- Rachicerus pauciarticulatus
- Rachicerus picticornis
- Rachicerus pictipennis
- Rachicerus pilosus
- Rachicerus plagosus
- Rachicerus proximus
- Rachicerus pullus
- Rachicerus quatei
- Rachicerus relicta
- Rachicerus robinsoni
- Rachicerus robustus
- Rachicerus rusticus
- Rachicerus sakishimanus
- Rachicerus samuelsoni
- Rachicerus shannoni
- Rachicerus solivagus
- Rachicerus spissus
- Rachicerus steffani
- Rachicerus tenuiculus
- Rachicerus tenuis
- Rachicerus tigrinus
- Rachicerus tristis
- Rachicerus unicinctus
- Rachicerus varipes
- Rachicerus varius
- Rachicerus zonatus